# Гу Чаохао
Гу Чаоха́о (кит. упр. 谷超豪, пиньинь Gǔ Chāoháo, 15 мая 1926 — 24 июня 2012) — китайский математик и физик, академик Китайской академии наук, президент Научно-технического университета Китая (1988—1993).
Окончил механико-математический факультет МГУ.
Доктор физико-математических наук (1959 год, МГУ). Был первым китайским учёным, получившим степень доктора естественных наук.
В 2010 году получил высшую государственную премию КНР за достижения в сфере науки и техники за 2009 год.